# Письменное доказательство
Письменное доказательство — содержащие сведения об обстоятельствах, имеющих значение для рассмотрения и разрешения дела, акты, договоры, справки, деловая корреспонденция, иные документы и материалы, выполненные в форме цифровой, графической записи, в том числе полученные посредством факсимильной, электронной или другой связи либо иным позволяющим установить достоверность документа способом. К письменным доказательствам относятся приговоры и решения суда, иные судебные постановления, протоколы совершения процессуальных действий, протоколы судебных заседаний, приложения к протоколам совершения процессуальных действий (схемы, карты, планы, чертежи).
В гражданском процессе письменные доказательства представляются в подлиннике или в форме надлежащим образом заверенной копии (п.2 ст. 71 ГПК). Подлинные документы представляются тогда, когда обстоятельства дела согласно законам или иным нормативным правовым актам подлежат подтверждению только такими документами, когда дело невозможно разрешить без подлинных документов или когда представлены копии документа, различные по своему содержанию. Копии письменных доказательств, представленных в суд лицом, участвующим в деле, или истребуемых судом, направляются другим лицам, участвующим в деле.
Документ, полученный в иностранном государстве, признается письменным доказательством в суде, если не опровергается его подлинность и он легализован в установленном порядке. Иностранные официальные документы признаются в суде письменными доказательствами без их легализации в случаях, предусмотренных международным договором Российской Федерации.
Письменные доказательства, имеющиеся в деле, по просьбе лиц, представивших эти доказательства, возвращаются им после вступления решения суда в законную силу. При этом в деле оставляются засвидетельствованные судьей копии письменных доказательств. До вступления решения суда в законную силу письменные доказательства могут быть возвращены представившим их лицам, если суд найдет это возможным.
В России традиционно письменные доказательства подразделяются на группы по:
- субъекту — на официальные и частные;
- по содержанию — на распорядительные и справочно-информационные;
- форме — на простые письменные и нотариально удостоверенные[2][3].

Кроме того, ряд авторов подразделяю письменные доказательства по способу их формирования на подлинные и копии.